# Górnoślązak
Górnoślązak – górnośląski dziennik informacyjno-polityczny, wydawany w języku polskim w Katowicach na Górnym Śląsku w latach 1902–1933.

## Historia
Założony został w Poznaniu w 1901 roku przez Marcina Biedermanna z inicjatywy Wojciecha Korfantego, który został jego redaktorem naczelnym. W stolicy Wielkopolski wychodził nieregularnie; ukazało się tam jedynie kilka pierwszych numerów okazowych. Już w roku założenia gazety, za publikację w niej dwóch artykułów pt. Do Niemców i Do moich braci Górnoślązaków, Korfanty został aresztowany przez pruską policję, a tytuł zawieszono. Redaktora naczelnego postawiono przed poznańskim sądem, który skazał go na cztery miesiące więzienia bez możliwości zwolnienia za kaucją. Osadzono go w więzieniu we Wronkach.
Władze niemieckie zwolniły Korfantego z aresztu w maju 1902 roku, a ten udał się na Śląsk. Tam też przeniesiono siedzibę redakcji, która odtąd mieściła się w Katowicach. „Górnoślązak” od 1902 do 1933 roku regularnie wydawany był na Śląsku. Stał się organem prasowym śląskiej endecji kierowanej przez Korfantego.
Początkowo „Górnoślązak” borykał się z ciągłymi problemami finansowymi. Korfanty wystąpił z redakcji w 1905 roku. W 1906 roku tytuł został wykupiony przez właściciela polskiego koncernu prasowego „Katolik” – Adama Napieralskiego. Ostatni numer ukazał się z datą 30–31 grudnia 1933 i 1 stycznia 1934 roku.

## Nakład i treść
Gazeta wychodziła codziennie z wyjątkiem niedziel i świąt. Nakład pisma był zmienny: w 1902 roku wyniósł 5 tys. egzemplarzy, a w roku 1921 wzrósł do 12 tys. egzemplarzy. Dziennik zawierał treści nie tylko informacyjno-polityczne, ale również społeczno-kulturalne. Wydawcy zamieszczali w nim powieści w odcinkach, a także dołączali do niego różne dodatki z okazji świąt lub adresowane do różnych grup społecznych. Gazeta zamieszczała również płatne ogłoszenia drobne czytelników oraz reklamy.
Tytuły dodatków dołączanych do „Górnoślązaka”:

- „Dodatek Ilustrowany”,
- „Dodatek Świąteczny”,
- „Gość Świąteczny”,
- „Niedziela”,
- „Dzwonek”,
- „Gospodarz”,
- „Hodowca Drobiu”,
- „Inwalida”,
- „Młodzież”,
- „Praca”,
- „Pszczelarz i Ogrodnik”,
- „Robotnik Polski”,
- „Rodzina Chrześcijańska”,
- „Rolnik”,
- „Śląsk Polski”,
- „Śmieszek”,
- „Zdrowie”,
- „Ziemia Śląska”.

## Redakcja
W skład redakcji gazety wchodzili m.in.:
- Wojciech Korfanty – 1901–1905,
- Jan Jakub Kowalczyk – 1902–1906[6],
- Józef Bednorz – 1901–1912.